# (5700) Homerus
(5700) Homerus (5166 T-3) – planetoida z pasa głównego asteroid okrążająca Słońce w ciągu 4,19 lat w średniej odległości 2,6 j.a. Odkryta 16 października 1977 roku.